# Théta Kentauridy
Théta Kentauridy jsou slabý meteorický roj, který je viditelný od 23. ledna do 12. března. Je pozorovatelný pouze z jižní polokoule.

## Základní informace
- Zkratka: TCE
- Rychlost: 60 km/s
- Hodinová četnost: 4
- Datum maxima: 14. února
- Radiant: Alfa= 210 stupňů, Delta= -40 stupňů

## Více informací
Théta Kentauridy jsou nejsevernější z několika meteorických rojů. Radiant se nachází západně od souhvězdí Vlka. Théta Kentauridy jsou nejlépe viditelné v pět hodin ráno nebo v jedenáct hodin v noci. Tento roj vrcholí den po roji Alfa Kentauridy ve stejné oblasti. Další meteorický roj v blízkosti je roj Omikron Kentauridy.
Théta Kentauridy jsou považovány za velmi rychlé meteory. Tento meteorický roj potřebuje důkladné vědecké studium.